# Fabio Bortolini
Fabio Bortolini (Mestre, 5 gennaio 1962) è un ex cestista italiano, professionista in Italia.

## Carriera
Playmaker di 181 cm. per 75 kg. ha iniziato l’attività nel settore giovanile del Basket Mestre per poi passare nel 1976 alle giovanili della Reyer Venezia Mestre allenato da Ettore Messina.
L'esordio in serie A avviene nel campionato 1981-82 con la Carrera Reyer Venezia, allenata da Waldi Medeot, nella quale milita fino al campionato 1988/89, partecipando anche 2 anni alla Coppa Korać e alternando un paio di annate in prestito in Serie B.
Dopo una parentesi di un anno in B a Rovereto (TN) allenato da Roberto Zamarin si trasferisce nelle file dell'Elledì Petrarca Basket sempre allenata da Waldi Medeot, contribuendo alla storica promozione in serie A nel campionato 1992-93. L’anno seguente in prestito alla Nuova Pallacanestro Gorizia, allenata dal suo ex compagno di squadra Dražen Dalipagić, conquistando una seconda promozione consecutiva in A2 ed il ritorno alla Floor Petrarca Basket.
Le ultime stagioni della sua carriera da professionista le gioca in varie squadre di serie B tra le altre L’Aquila, Riva del Garda Piove di Sacco e Bassano del Grappa.
Nel 1984 ha militato nella Nazionale Militare vincendo i Campionati Mondiali in Suriname. 
Dopo il ritiro è rimasto in attività partecipando a diversi campionati amatoriali (CSI, UISP). 
Fa parte della “ Nazionale Fimba Italia Over 55” Campione del Mondo ad Helsinki nel 2019. Passato nel 2022 nella "Nazionale Fimba Italia Over 60" Campione d'Europa a Malaga.